# Річард Джефферсон
Річард Аллен Джефферсон (англ. Richard Allen Jefferson, нар. 21 червня 1980, Лос-Анджелес, США) — американський професіональний баскетболіст, що виступав за кілька команд НБА та національну збірну США. Чемпіон НБА, бронзовий призер Олімпійських ігор 2004.

## Ігрова кар'єра
Починав грати у баскетбол у команді Старшої школи Мун Веллі (Фінікс, Аризона). 1998 року привів її до чемпіонства штату. На університетському рівні грав за команду Аризона (1998—2001). 2001 року дійшов з командою до фіналу турніру NCAA, де, щоправда, сильнішим виявився Дюкський університет. Протягом своєї студентської кар'єри набирав 11,2 очка, 5 підбирань та 2,8 результативних передачі за гру.
2001 року був обраний у першому раунді драфту НБА під загальним 13-м номером командою «Х'юстон Рокетс». Проте професіональну кар'єру розпочав виступами за «Нью-Джерсі Нетс», куди був обміняний. Відіграв за «Нетс» 7 сезонів та був ключовим елементом у їх перемогах у Східній конференції 2002 та 2003 років. 2003 року брав участь у конкурсі слем-данків НБА. 2004 року виграв бронзову медаль у складі збірної США на Олімпійських іграх в Афінах.

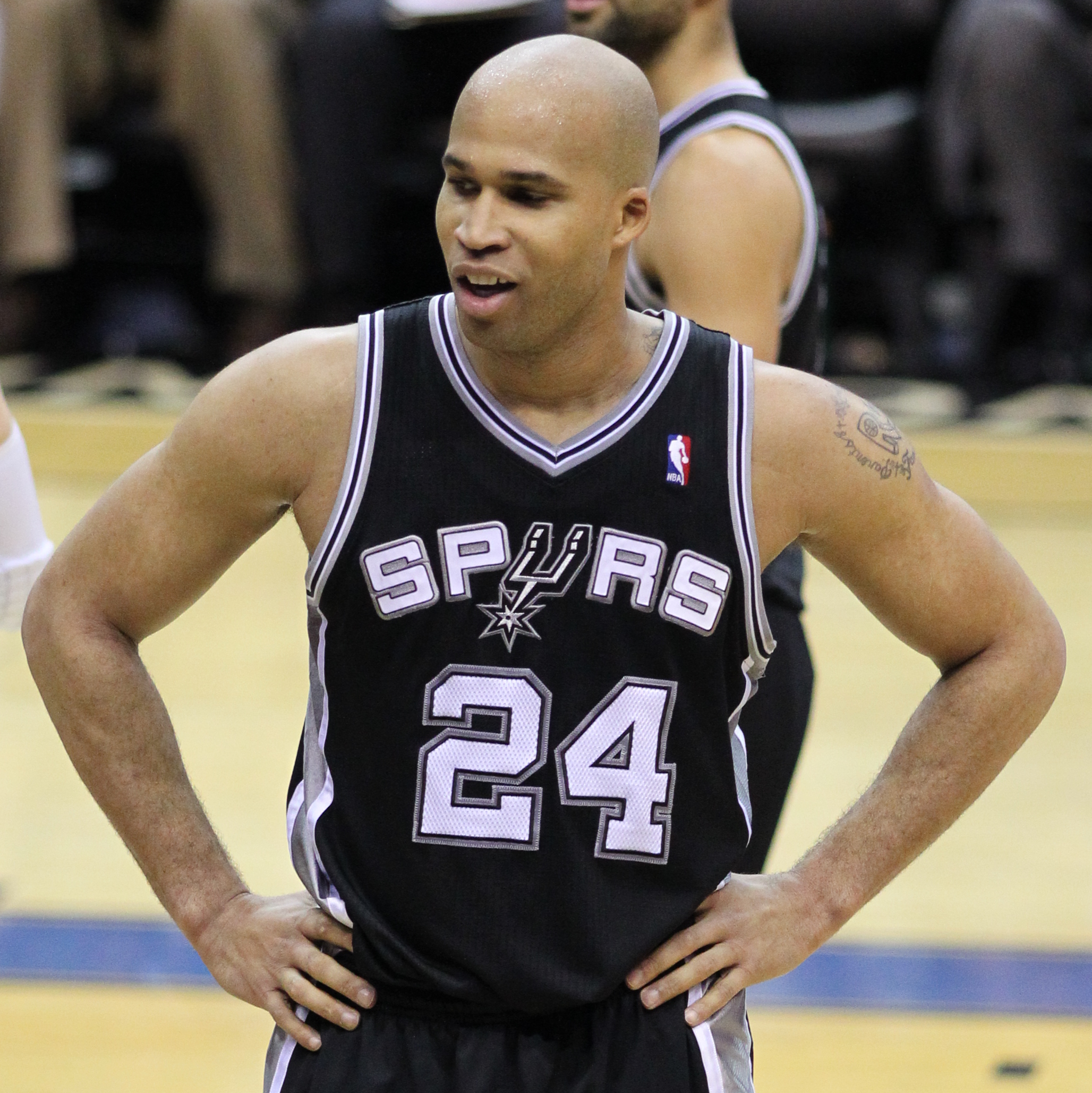
Джефферсон у складі «Сперс» у 2011

Починав кар'єру в «Нью-Джерсі» як резервний форвард Кіта Ван Горна, але після того, як у останнього стався конфлікт з лідером команди Кеньйоном Мартіном та його обміном через це до «Філадельфія Севенті Сіксерс», Джефферсон став гравцем стартової п'ятірки. До 2008 року став другим найрезультативнішим гравцем франшизи, обігнавши Керрі Кіттлза.
26 червня 2008 року перейшов до складу «Мілвокі Бакс» в обмін на Ї Дзяньляня та Боббі Сіммонса.
23 червня 2009 року перейшов до «Сан-Антоніо Сперс» в обмін на Брюса Боуена, Курта Томаса та Фабрісіо Оберто.
Наступною командою в кар'єрі гравця була «Голден-Стейт Ворріорс», за яку він відіграв сезон 2012—2013.
З 2013 по 2014 рік грав у складі «Юта Джаз».
2014 року перейшов до «Даллас Маверікс», у складі якої провів наступний сезон своєї кар'єри.
2015 року став гравцем «Клівленд Кавальєрс», а 2016 року став чемпіоном НБА у їх складі. 2017 року допоміг команді знову пробитися до фіналу НБА, де цього разу сильнішими виявилися «Голден-Стейт Ворріорс».
2017 року разом з Кеєм Фелдером був обміняний до «Атланта Гокс» на права на Сергія Гладира та Дімітріоса Аграваніса та одразу ж був відрахований зі складу команди.
19 жовтня 2017 підписав однорічний контракт з «Денвер Наггетс» на суму 2,3 млн. доларів.
13 жовтня 2018 року офіційно оголосив про завершення спортивної кар'єри.

## Кар'єра коментатора
16 жовтня 2018 року став експертом на телеканалі YES Network на матчах «Нетс».

## Статистика виступів в НБА
| † | Позначає сезон, в якому Річард Джефферсон ставав чемпіоном НБА |

### Регулярний сезон
| Сезон             | Команда                 | GP   | GS  | MPG  | FG%  | 3P%  | FT%  | RPG | APG | SPG | BPG | PPG  |
| ----------------- | ----------------------- | ---- | --- | ---- | ---- | ---- | ---- | --- | --- | --- | --- | ---- |
| 2001–02           | «Нью-Джерсі Нетс»       | 79   | 9   | 24.3 | .457 | .232 | .713 | 3.7 | 1.8 | .8  | .6  | 9.4  |
| 2002–03           | «Нью-Джерсі Нетс»       | 80   | 80  | 36.0 | .501 | .250 | .743 | 6.4 | 2.5 | 1.0 | .6  | 15.5 |
| 2003–04           | «Нью-Джерсі Нетс»       | 82   | 82  | 38.2 | .498 | .364 | .763 | 5.7 | 3.8 | 1.1 | .3  | 18.5 |
| 2004–05           | «Нью-Джерсі Нетс»       | 33   | 33  | 41.1 | .422 | .337 | .844 | 7.3 | 4.0 | 1.0 | .5  | 22.2 |
| 2005–06           | «Нью-Джерсі Нетс»       | 78   | 78  | 39.2 | .493 | .319 | .812 | 6.8 | 3.8 | .8  | .2  | 19.5 |
| 2006–07           | «Нью-Джерсі Нетс»       | 55   | 53  | 35.6 | .456 | .359 | .733 | 4.4 | 2.7 | .6  | .1  | 16.3 |
| 2007–08           | «Нью-Джерсі Нетс»       | 82   | 82  | 39.0 | .466 | .362 | .798 | 4.2 | 3.1 | .9  | .3  | 22.6 |
| 2008–09           | «Мілвокі Бакс»          | 82   | 82  | 35.8 | .439 | .397 | .805 | 4.6 | 2.4 | .8  | .2  | 19.6 |
| 2009–10           | «Сан-Антоніо Сперс»     | 81   | 70  | 31.1 | .467 | .316 | .735 | 4.4 | 2.0 | .6  | .5  | 12.3 |
| 2010–11           | «Сан-Антоніо Сперс»     | 81   | 81  | 30.4 | .474 | .440 | .750 | 3.8 | 1.3 | .5  | .4  | 11.0 |
| 2011–12           | «Сан-Антоніо Сперс»     | 41   | 41  | 28.5 | .414 | .421 | .700 | 3.5 | 1.3 | .6  | .3  | 9.2  |
| 2011–12           | «Голден-Стейт Ворріорс» | 22   | 3   | 26.4 | .420 | .418 | .686 | 3.5 | 1.5 | .5  | .3  | 9.0  |
| 2012–13           | «Голден-Стейт Ворріорс» | 56   | 1   | 10.1 | .456 | .311 | .717 | 1.5 | .6  | .3  | .1  | 3.1  |
| 2013–14           | «Юта Джаз»              | 82   | 78  | 27.0 | .450 | .409 | .741 | 2.7 | 1.6 | .7  | .2  | 10.1 |
| 2014–15           | «Даллас Маверікс»       | 74   | 18  | 16.8 | .444 | .426 | .684 | 2.5 | .8  | .4  | .1  | 5.8  |
| 2015–16†          | «Клівленд Кавальєрс»    | 74   | 5   | 17.9 | .458 | .382 | .667 | 1.7 | .8  | .4  | .2  | 5.5  |
| 2016–17           | «Клівленд Кавальєрс»    | 79   | 13  | 20.4 | .446 | .333 | .741 | 2.6 | 1.0 | .3  | .1  | 5.7  |
| 2018–19           | «Денвер Наггетс»        | 20   | 0   | 8.2  | .444 | .286 | .571 | .9  | .8  | .1  | .1  | 1.5  |
| Усього за кар'єру | Усього за кар'єру       | 1181 | 809 | 29.0 | .464 | .376 | .768 | 4.0 | 2.0 | .7  | .3  | 12.6 |

### Плей-оф
| Сезон             | Команда                 | GP  | GS | MPG  | FG%  | 3P%  | FT%   | RPG | APG | SPG | BPG | PPG  |
| ----------------- | ----------------------- | --- | -- | ---- | ---- | ---- | ----- | --- | --- | --- | --- | ---- |
| 2002              | «Нью-Джерсі Нетс»       | 20  | 0  | 22.1 | .465 | .000 | .550  | 4.6 | 1.3 | .6  | .5  | 7.0  |
| 2003              | «Нью-Джерсі Нетс»       | 20  | 20 | 35.6 | .476 | .000 | .718  | 6.4 | 2.4 | .8  | .2  | 14.1 |
| 2004              | «Нью-Джерсі Нетс»       | 11  | 11 | 41.8 | .418 | .273 | .713  | 6.3 | 3.8 | 1.3 | .7  | 19.8 |
| 2005              | «Нью-Джерсі Нетс»       | 4   | 1  | 35.0 | .400 | .200 | .677  | 5.5 | 2.3 | .8  | .0  | 15.8 |
| 2006              | «Нью-Джерсі Нетс»       | 11  | 11 | 39.7 | .545 | .414 | .825  | 4.1 | 4.1 | .9  | .4  | 22.2 |
| 2007              | «Нью-Джерсі Нетс»       | 12  | 12 | 40.8 | .482 | .325 | .924  | 5.6 | 2.3 | .8  | .4  | 19.7 |
| 2010              | «Сан-Антоніо Сперс»     | 10  | 10 | 33.4 | .486 | .200 | .758  | 5.3 | 1.8 | .6  | .6  | 9.4  |
| 2011              | «Сан-Антоніо Сперс»     | 6   | 6  | 29.3 | .387 | .353 | .818  | 4.2 | .8  | .5  | .5  | 6.5  |
| 2013              | «Голден-Стейт Ворріорс» | 7   | 0  | 5.6  | .444 | .667 | .333  | 1.0 | .1  | .1  | .1  | 1.9  |
| 2015              | «Даллас Маверікс»       | 4   | 2  | 12.8 | .357 | .375 | 1.000 | .5  | .3  | .5  | .0  | 3.8  |
| 2016†             | «Клівленд Кавальєрс»    | 20  | 2  | 17.8 | .538 | .393 | .750  | 3.3 | .7  | .5  | .1  | 5.6  |
| 2017              | «Клівленд Кавальєрс»    | 14  | 0  | 12.8 | .421 | .263 | .643  | 1.8 | .5  | .1  | .2  | 3.9  |
| Усього за кар'єру | Усього за кар'єру       | 140 | 75 | 27.4 | .473 | .325 | .731  | 4.3 | 1.7 | .6  | .3  | 10.8 |